# نادي الشورى
في سنة 1960 قام شباب مدينة زليتن بمحاولة جادة لتكوين ناد رياضي ونجحت هذه المحاولة، وتم إنشاء نادي رسمي تحت اسم نادي النصر زليتن ، وأفتتح بتاريخ 26/03/1960.
تم تغيير اسمه فيما بعد إلى نادي الشورى الرياضي الثقافي الاجتماعي.

## المؤسسون

قرار تأسيس نادي الشورى

1- رمضان علي نجي العاتي
2- على سليم الفيتوري
3- محمد المدني الشويرف
4- محمد أحمد بشير أبوحجر
5- الهادي الترهوني

## مجلس إدارة النادي
تشكل مجلس إدارة النادي في 04/01/1962 من الاخوة:
- إبراهيم الصاري (رئيساً)
- بشير سليم الفيتوري (سكرتيراً)
- الشريف يوسف القلاى (مراقباً عاماً)
- مفتاح عاشور (اميناً للصندوق)
- على حسين الشطشاطي (مشرفاً رياضياً)
- إبراهيم محمد إنديشة (مشرفاً ثقافيا)
- عبد الله محمد محسن (امينا للمكتبة)

## اللاعبون القدامى
- يوسف أحمد بشير أبوحجر
- نوري الطاهر الترهوني
- رمضان الزعلوك
- أحمد امحمد سوف المدهم
- الطاهر بن عمران
- محمدعبد الله الزدام
- علي خليفة العلاقي
- الزين مختار الدغدوغ
- عبد السلام عبد الله نجي
- المبروك محمد المعداني
- إبراهيم علي حمادي
- علي محمد العاتي
- فتحي رمضان قنود
- محمد الوافي خير
- فرج علي احمادي
- مفتاح محمد فرج الفيتوري